# Palais du Bardo
Palais du Bardo (Palác Bardo) byl pavilon, který byl postaven pro světovou výstavu 1867. Nacházel se v Paříži v parku Montsouris a v roce 1991 vyhořel.

## Historie
Budova v maurském slohu byla postavená jako tuniský pavilon pro světovou výstavu v Paříži v roce 1867. Jednalo se o zmenšenou repliku Letního paláce tuniského beje a byla navržena francouzským architektem Alfredem Chaponem. Město Paříž stavbu v roce 1868 koupilo za cca 150.000 franků a architekt Gabriel-Jean-Antoine Davioud ji zapracoval do plánů nového parku v jižní části Paříže, kde ji umístil na nejvyšší bod. Dělníci z Tuniska stihli stavbu přemístit za čtyři měsíce. Pavilon byl určen pro technická zařízení a pro personál meteorologické stanice námořnictva, která se v parku nacházela. Při bojích v souvislosti s obléháním Paříže během prusko-francouzské války (1870) a potlačení Komuny (1871) utrpěl škody, nicméně vydržel a byl opraven. Sloužil opět k pozorování počasí i dalších vědeckých aktivit, od roku 1876 jako námořní astronomická observatoř nebo laboratoř pro sledování kvality pařížského ovzduší (od roku 1893). V roce 1974 přestala být budova využívána. Stav paláce Bardo se rychle zhoršoval. Protože se však jednalo o chráněnou historickou památku, bylo rozhodnuto o jeho zachování. Tunisko nakonec od Paříže palác odkoupilo a město se zavázalo přispět na renovaci 15.000.000 franků. Avšak 5. března 1991 krátce před zahájením rekonstrukčních prací vypukl v paláci velký požár, který stavbu zcela zničil.